# Kaly Sène
Kaly Sène (* 28. Mai 2001 in Dakar) ist ein senegalesischer Fußballspieler.

## Karriere
Sène begann seine Laufbahn beim italienischen Amateurverein USD Vanchiglia 1915, bevor er Anfang 2019 in die Jugend von Juventus Turin wechselte. Zur Saison 2020/21 wurde er vom Schweizer Klub FC Basel verpflichtet und sogleich an Omonia Nikosia nach Zypern verliehen. Am 22. August 2020, dem 1. Spieltag, debütierte er beim 2:2 gegen den Paphos FC für Omonia in der erstklassigen First Division, als er in der 66. Minute für Michal Ďuriš eingewechselt wurde. Bis zum Ende der Leihe kam er zu zehn Einsätzen in der höchsten zyprischen Spielklasse, in denen er ein Tor erzielte. Zudem spielte er in der Qualifikation zur UEFA Champions League und in der UEFA Europa League, in der man in der Gruppenphase als Letzter aus dem Wettbewerb ausschied. Im Januar 2021 kehrte er zum FC Basel zurück. Er gab sein Debüt in der erstklassigen Super League am 14. Februar 2021, dem 20. Spieltag, als er beim 0:2 gegen den FC Zürich in der 72. Minute für Edon Zhegrova eingewechselt wurde. Bis Saisonende absolvierte er fünf Partien in der höchsten Schweizer Liga und bestritt vier Spiele für die zweite Mannschaft in der drittklassigen Promotion League, wobei er zwei Tore schoss. Nach einem weiteren Ligaeinsatz für den FCB schloss er sich im August 2021 auf Leihbasis dem Ligakonkurrenten Grasshopper Club Zürich an. Im Juni 2023 wechselte er ablösefrei zu Lausanne-Sport.